# Affaire Bouvier
Pour les articles homonymes, voir Bouvier.
Le texte peut changer fréquemment, n’est peut-être pas à jour et peut manquer de recul. 
Le titre et la description de l'acte concerné reposent sur la qualification juridique retenue lors de la rédaction de l'article et peuvent évoluer en même temps que celle-ci.

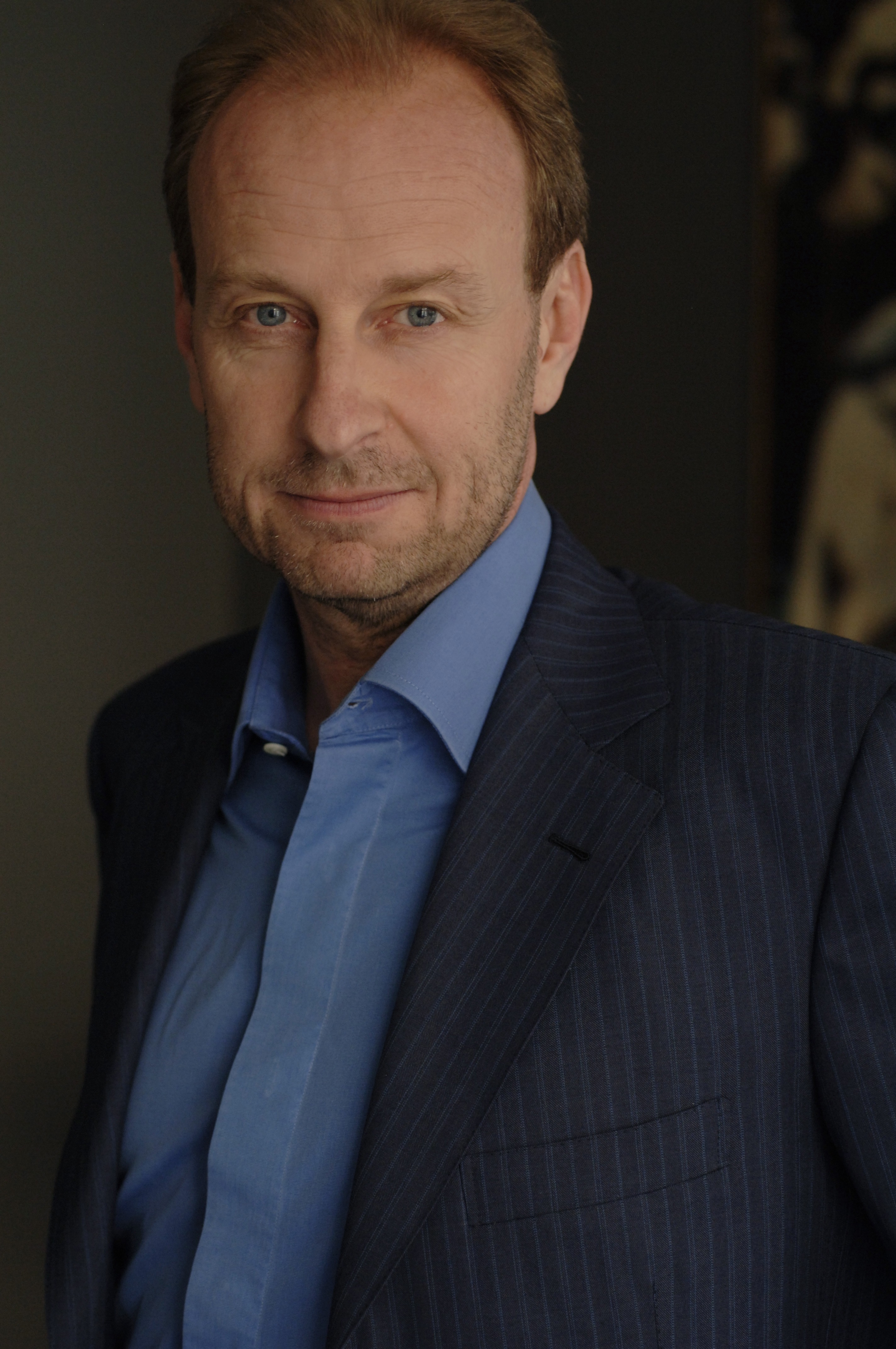
Yves Bouvier

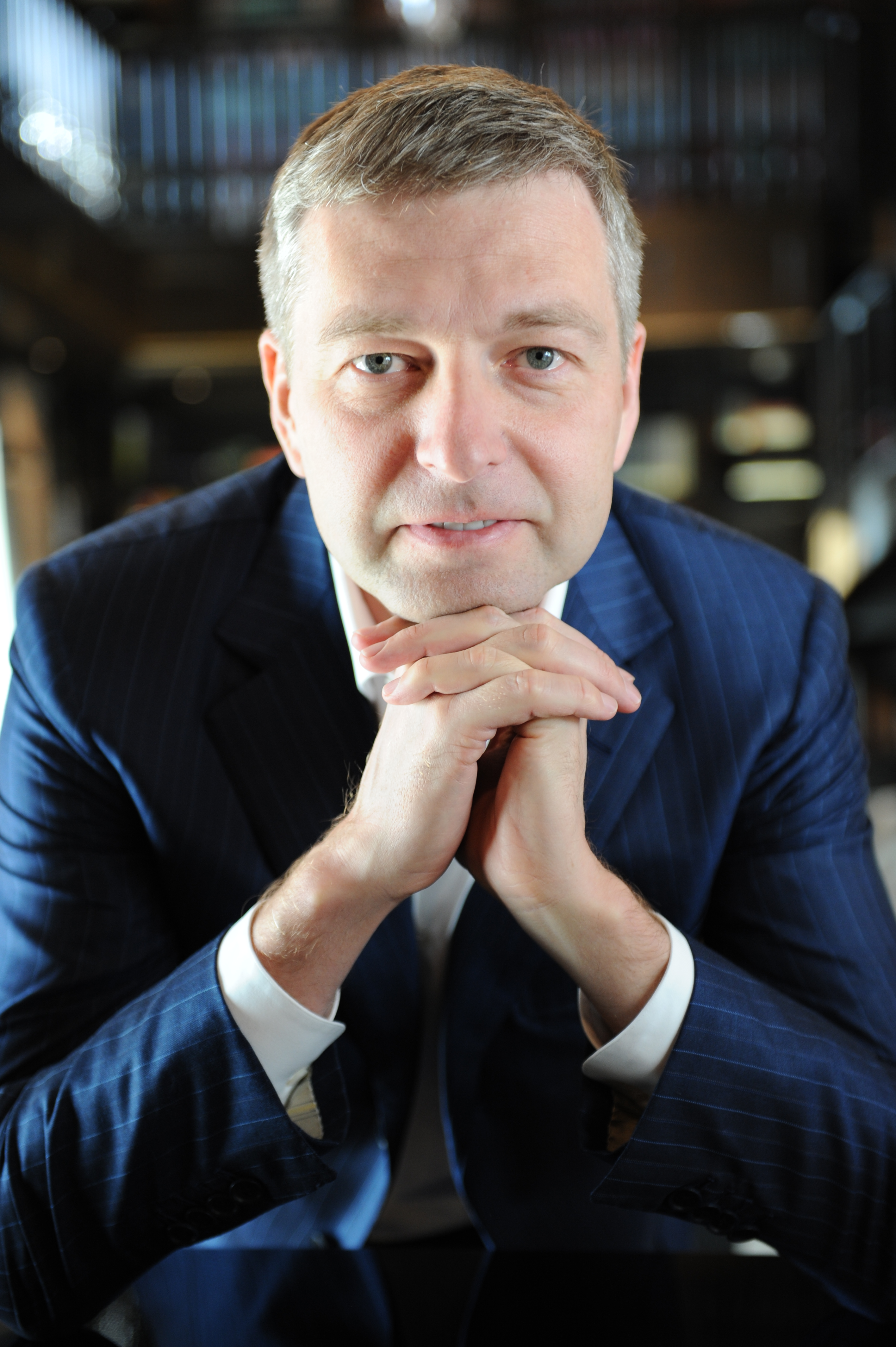
Dmitry Rybolovlev

L'affaire Bouvier, ou encore Affaire Rybolovlev est un scandale politico-judiciaire qui débute en 2015 à Monaco. 
Il oppose le marchand d'art suisse Yves Bouvier au milliardaire russe Dmitri Rybolovlev. 
Le milliardaire accuse le marchand d'art d'avoir tenté de l'escroquer.  
Après l'arrestation de Yves Bouvier à Monaco, la presse révèle que la justice et le gouvernement Monégasque auraient été corrompus au plus haut niveau par l'Oligarche russe,. 
Ces révélations déstabilisent l'élite Monégasque et entraînent de nouvelles enquêtes judiciaires. 

## Descriptif
Avant 2015, Bouvier était surtout connu sur le marché comme transporteur et conservateur d'œuvres d'art par l'intermédiaire de sa compagnie Natural Le Coultre et comme actionnaire et promoteur majeur du concept Freeport. Après avoir d'abord développé Natural Le Coultre avec ses liaisons avec le Freeport de Genève, Yves Bouvier inaugure en 2010 le premier Freeport de Singapour, un site de 30 000 m2 à proximité de l'aéroport,.C'est dans le cadre de ses activités qu'il rencontre pour la première fois l'homme d'affaires russe Dmitri Rybolovlev, en août 2002, lors d'une visite au port franc de Genève pour récupérer une peinture de Marc Chagall.

### Vol supposé d'œuvres de Picasso
En mars 2015, Catherine Hutin-Blay, la belle-fille de Pablo Picasso et de sa deuxième épouse Jacqueline, dépose une plainte alléguant que 58 œuvres lui ont été volées. Hutin-Blay explique que les œuvres ont été volées dans un magasin de la banlieue parisienne exploité par Art Transit, une entreprise de la famille Bouvier. En 2013, Bouvier vend à Dmitri Rybolovlev deux des tableaux Picasso prétendument volés. Rybolovlev remet les tableaux aux autorités françaises en 2015. Bouvier nie toute implication dans les vols, mais en septembre 2015, il est inculpé par les autorités françaises pour vol, en lien avec la découverte de deux des œuvres de Picasso qui auraient été volées à Hutin-Blay. Bouvier présente au tribunal un document attestant qu'il a payé Hutin-Blay pour ces deux tableaux, à hauteur de 8 millions de dollars, à un fonds au Liechtenstein. Hutin-Blay conteste cela, expliquant que ce versement n’a rien à voir avec ces vols. Après plusieurs séries d'entretiens avec des avocats à Genève, l'affaire est d'abord classée en 2015, puis rouverte en 2016 lorsque l'associé de Bouvier, Olivier Thomas, fait l'objet d'un nouvel examen. Le 7 novembre 2024, la Chambre d'appel de Paris a rendu une décision rejetant la tentative de Bouvier d'annuler le long procès. Le tribunal français a donné suite à la demande du procureur de Paris d’inculper Yves Bouvier et Olivier Thomas dans l’affaire de la disparition de dizaines d’œuvres de Picasso, et ordonné que le marchand d’art suisse et son associé soient jugés en France. 

### Conflit avec Dmitri Rybolovlev
L'affaire Hutin-Blay se superpose avec une autre affaire concernant des accusations faites par Dmitri Rybolovlev, qui constitue la partie principale de ce qui est appelé l'affaire Bouvier, ou l'affaire Rybolovlev, et qui oppose le marchand d'art et le milliardaire russe dans une longue série de procédures judiciaires, se déroulant sur plusieurs années et dans plusieurs pays. Le 25 février 2015, Bouvier est inculpé à Monaco pour escroquerie et complicité de blanchiment d'argent. Ces accusations font suite à une plainte pénale déposée par le trust familial de Rybolovlev, alléguant que Bouvier l'avait systématiquement surfacturé pendant une période de 10 ans pour acquérir des tableaux. Plus précisément, les avocats du milliardaire russe accusent Bouvier d'avoir joué les intermédiaires dans l'obtention de 38 œuvres d'art pour 2 milliards de dollars alors qu’il en était le propriétaire. Ils l'accusent ainsi d’escroquerie envers Rybolovlev à hauteur d'un peu plus de 1 milliard, par le biais de sociétés offshore dans le but de masquer ses gains. Des procédures judiciaires différentes sont déclenchées à Monaco, Genève et Singapour (où réside désormais Yves Bouvier), avec des sorts divers, ainsi qu'une enquête fiscale suisse. Yves Bouvier réfute toute escroquerie et contre-attaque, d'autant que la procédure à Monaco s'est trouvée entachée de  soupçons de collusion entre le clan Rybolovlev et le parquet général monégasque. En 2017, Yves Bouvier dépose une contre-plainte contre Dmitri Rybolovlev en Suisse où il accuse ce dernier de l'avoir prétendument attiré à Monaco afin qu’il y soit détenu par la police de la Principauté. En octobre 2024, le Ministère public de la Confédération Suisse (MPC) déclare Rybolovlev non coupable et classe la procédure pénale contre lui car « aucun élément ne justifie qu’elle soit poursuivie ».
En novembre 2018, Dmitri Rybolovlev est mis en examen pour soupçons de corruption passive et active et de trafic d'influence,.
Le 2 octobre 2018, Rybolovlev entame des poursuites contre Sotheby's soutenant que la maison de ventes aux enchères avait « matériellement contribué à la plus grande fraude artistique de l'histoire » et que Sotheby's avait « sciemment et intentionnellement rendu la fraude possible » puisqu’elle savait combien Yves Bouvier avait payé les vendeurs originaux des tableaux achetés par Rybolovlev. Sotheby's a décrit ces allégations comme « sans fondement ».
Sotheby's a qualifié de décision « décevante », le refus d’un tribunal fédéral américain de Manhattan de rejeter la demande de Sotheby's de faire rejeter l'affaire. En juin 2019, le tribunal a soutenu que la maison de ventes n'avait pas présenté de preuves justifiant les « circonstances exceptionnelles » requises pour faire rejeter le dossier. Sotheby's a reçu la consigne de soumettre des informations confidentielles à la justice.
La cour d'appel de Monaco annule en décembre 2019 la procédure pour escroquerie amorcée en 2015,. 
En juillet 2020, La Cour de Révision de Monaco confirme la décision de la Cour d’Appel monégasque d'annuler la procédure pénale monégasque. En même temps, la procédure ouverte en Suisse (Genève) contre Yves Bouvier pour escroquerie, abus de confiance et blanchiment d’argent est toujours maintenue.
Le 25 janvier 2021, le journal suisse Le Temps a révélé que le Ministère public genevois a pris la décision de classer la plainte pénale déposée par Dmitri Rybolovlev contre Yves Bouvier, son ancien homme de confiance dans le marché de d’art. « Le Ministère public constate un empêchement de procéder », détaille le document communiqué aux deux parties, pour motiver la décision de classement. 
Les litiges entre Dmitri Rybolovlev et Yves Bouvier perdurent dans d’autres juridictions (États-Unis, Royaume-Uni et France). En Suisse, le fisc poursuit son enquête.
Le 6 décembre 2023, le Ministère public de Genève a classé la procédure pénale dirigée contre Yves Bouvier, à la suite de l’accord confidentiel conclu par les parties et à retrait de leurs plaintes pénales, dont elles ont informé le procureur le 20 novembre 2023. Comme l’a relevé la justice dans son communiqué, les frais de procédure, arrêtés à 100 000 francs, avaient été mis à la charge d’Yves Bouvier.